# 康盘石革命学院
康盘石革命学院，位於朝鮮平壤市的社區大學，以紀念金日成之母康盤石而命名的大學。佔地寬廣，建有教學樓、研究室、體育館、圖書館、食堂和宿舍。學生的家長都是為朝鮮社會主義建設或爭取朝鮮統一而犧牲的朝鮮烈士，教學及生活費用均由朝鮮政府負責。